# Hozier (àlbum)
Hozier és el primer àlbum d'estudi del cantant irlandès Hozier, publicat el 16 de setembre del 2014 per la companyia discogràfica Rubywork Records. Hozier va escriure totes les cançons de l'àlbum, mentre que la producció va estar a càrrec de Rob Kirwan i aquest. L'àlbum inclou gèneres com el blues, soul, R&B, folk rock i indie rock.
Segons Metacritic, l'àlbum va tenir una recepció favorable per part dels crítics de música professionals, i va obtenir 79 punts sobre 100 sobre la base de deu crítiques. Alguns crítics van trobar similitud en aquest treball, amb les obres de l'irlandès Van Morrison, mentre que uns altres lloen la mescla de gèneres presents en l'àlbum. Des del punt de vista comercial, als Estats Units va debutar en la segona posició, de la llista Billboard 200 i va arribar als deu primers llocs a Austràlia, Canadà, Escòcia, Irlanda, Itàlia, Nova Zelanda, Països Baixos, Suècia, entre d'altres. A més va ser certificat amb disc d'or per la Recording Industry Association of America (RIAA), per més de cinc-centes mil còpies venudes en aquest territori, així com sis discos de platí per la Irish Recorded Music Association (IRMA), per noranta mil còpies. Es van llançar cinc senzills comercials, per promocionar el disc.